# Sông Kinh Môn
Sông Kinh Môn là một nhánh nhỏ ngắn của hệ thống sông Thái Bình, chảy qua tỉnh Hải Dương và thành phố Hải Phòng.
Sông Kinh Môn bắt đầu từ địa phận xã Thăng Long, thị xã Kinh Môn, tỉnh Hải Dương tách ra từ sông Kinh Thầy. Dòng sông chảy cơ bản theo hướng tây bắc-đông đông nam để nhập với sông Hàn tại ngã ba Nống tạo ra sông Cấm. Điểm cuối của sông Kinh Môn thuộc địa phận xã Minh Hòa (thị xã Kinh Môn) và phường Đại Bản (quận Hồng Bàng - thành phố Hải Phòng).
Sông dài khoảng khoảng 45 km, là ranh giới tự nhiên giữa thị xã Kinh Môn và huyện Kim Thành, giữa thị xã Kinh Môn và 2 quận An Dương, Hồng Bàng (thành phố Hải Phòng).
Trên sông chỉ có một cây cầu duy nhất bắc qua sông là cầu An Thái trên quốc lộ 37 nối thị xã Kinh Môn với huyện Kim Thành.